# ليا دورانا
ليا دورانا (1918 - 2010)، هي ممثلة ومغنية وفنانة ملهى هولندية.
من مواليد مدينة لاهاي يوم 18 يوليو 1918 - وتوفيت 4 ديسمبر 2010 عن عمر يناهز 92 عامًا.

## روابط خارجية
- ليا دورانا على موقع IMDb (الإنجليزية)
- ليا دورانا على موقع ميوزك برينز (الإنجليزية)
- ليا دورانا على موقع ديسكوغز (الإنجليزية)